# Business Radio Group
Business Radio Group — український радіохолдинг; компанія, створена 1994 року.
В компанії діє production-студія, що записує аудіоролики. Власники: Анатолій та Євген Євтухови.

## Історія
Business Radio Group — компанія, створена у 1994 році. Компанія стала однією з найбільших радіокомпаній України. До її складу входять радіостанції: «Magic Radio», «Шлягер FM», «Power FM», «DJFM», «Перець FM», «Best FM», «DJFM Dance», а також «Шансон» та «Бізнес Радіо», які відновили мовлення в онлайн-режимі.
В грудні 2014 році холдинг приєднався до галузевого об'єднання «Радіокомітет».
Разом з «UMH group», «ТАВР Медіа» та ТРК «Люкс» влітку 2015 року взяв участь у створенні конкурсу з пошуку і подальшої промоції виконавців української пісні «Український формат». Конкурс виник після зустрічі з міністром культури України В'ячеславом Кириленком як альтернатива його ініціативі щодо підвищення квоти української музики на радіо з 50 % до 75 %..
З 2021 по 2023 рік увійшла до складу «UMH group» та перетворилася на об'єднану радіогрупу. 2023 року вийшла зі складу «UMH group» та відновила діяльність під власним брендом.

## Комерційні показники
За даними дослідження TNS MMI Ukraine за період з лютого по березень 2010 року добова аудиторія «Business Radio Group» становила 15,71 %.

## Активи
- Magic Radio
- Шлягер FM
- Power FM
- DJFM
- DJFM Dance
- Перець FM
- Best FM
- Радіо Шансон
- Бізнес Радіо